# Ígor Yushkévich
Ígor Ivánovich Yushkévich (en ruso: Игорь Иванович Юшкевич, en ucraniano: Ігор Юшкевич; Piryatin, 13 de marzo de 1912 —Nueva York, 13 de junio de 1994) fue un bailarín y coreógrafo de origen ruso. 

## Biografía
Ígor Yushkévich nació el 13 de marzo de 1912 en la ciudad de Piryatin, situada en la antigua gobernación de Poltava de la actual Ucrania (entonces parte del Imperio ruso). Su familia huyó de la Revolución rusa y se instaló en Belgrado en 1920.
Comenzó su carrera artística a una edad relativamente avanzada. En 1932 actuó por primera vez en París. En 1937 se sumó a Le Ballet Russe de Monte Carlo bajo la dirección de Leonid Massine con los que trabajó a finales de los años treinta.
En 1944 Yushkévich se enroló en la marina de los EE. UU. y se nacionalizó estadounidense. A partir de 1946 comenzó una carrera exitosa en el American Ballet Theatre de Nueva York. Su estilo recibió una fuerte influencia de Erik Bruhn. A finales de los años 40 comenzó a actuar como pareja de Alicia Alonso, con quien alcanzó sus mayores éxitos. 
Apareció en televisión y películas tales como Invitation to the Dance de Gene Kelly. 
Volvió a Le Ballet Russe de Monte Carlo como bailarín y director artístico. 
Se retiró de la danza en los años sesenta y abrió una escuela de danza en Nueva York que gestionó desde 1962 a 1980. Desde 1971 a 1982 trabajó en la Universidad de Tejas en Austin.